# ایستگاه قطار شهری فلسطین
ایستگاه قطار شهری فلسطین چهاردهمین ایستگاه‌ خط ۱ قطار شهری مشهد است که در بلوار ملک‌آباد، میدان فلسطین قرار دارد.
ایستگاه فلسطین در نزدیکی پایانه فلسطین قرار دارد که مبدأ ۱۳ خط اتوبوس‌رانی مشهد و حومه می‌گذرد.